# Avatar: The Last Airbender - The Burning Earth
Avatar: The Last Airbender - The Burning Earth (ou, Avatar: The Legend of Aang - The Burning Earth, na Europa) é um jogo eletrônico de 2007 lançado para Playstation 2, Xbox 360, Wii, GBA e DS baseado na telessérie animada Avatar: The Last Airbender (br: Avatar: A Lenda de Aang). Foi um dos últimos jogos lançados para o console Game Boy Advance nas regiões da América do Norte e da Europa.
É a sequência direta do jogo Avatar: The Last Airbender e é precedido por Avatar: The Last Airbender - Into the Inferno.

## História
Ao contrário de seu antecessor, que segue uma trama própria sucedendo o final da primeira temporada da série (Livro Um: Água), The Burning Earth segue uma história um tanto fiel a segunda temporada (Livro Dois: Terra), com o roteiro de alguns episódios sendo reduzidos. O jogo passa por vários momentos importantes da animação, como quando a equipe recruta Toph, até o primeiro embate direto entre Aang e Azula. A maior diferença entre o jogo e a obra original se dá pelo final, onde, ao contrário da série, Azula e a Nação do Fogo são derrotados junto dos Dai Li.

## Recepção
A versão de Xbox 360 possui mais reviews negativas do que positivas por críticos, levantado pelo site Metacritic. O site Gamezone disse que o jogo é um "...'esmagamento de botões' gênerico e não oferece nada para jogadores da nova geração. As tentativas de se fazer quick-time events acabam fracassando".
Kleber Takashi, pro site TecMundo, criticou a qualidade gráfica do jogo, comentando que "...a modelagem do jogo é repleta de falhas, com diversas cenas em que seu personagem atravessa objetos", mas adicionando que "...o título ainda consegue ser divertido devido à plenitude de sua jogabilidade".
Em uma review pro site Gamesradar, Mark_Green citou pontos negativos do jogo como "combate tedioso, puzzles irritantes e controles 'bugados'", assim como irônicos pontos positivos, como "poder rir da péssima animação", mas elogiando o modo cooperativo.